# D-プロリンレダクターゼ (ジチオール)
D-プロリンレダクターゼ (ジチオール)(D-proline reductase (dithiol))は、アルギニン及びプロリン代謝酵素の一つで、次の化学反応を触媒する酸化還元酵素である。
5-アミノペンタン酸 + リポ酸 {\displaystyle \rightleftharpoons } D-プロリン + ジヒドロリポ酸
この酵素の基質は5-アミノペンタン酸とリポ酸で、生成物はD-プロリンとジヒドロリポ酸である。補因子としてピルビン酸を用いる。
この酵素は酸化還元酵素に属し、ジスルフィドを受容体としてX-HとY-HからのX-Y結合の形成に特異的に作用する。組織名は5-aminopentanoate:lipoate oxidoreductase (cyclizing)である。